# هارتکیرشن
هارتکیرشن (به آلمانی: Hartkirchen) یک منطقهٔ مسکونی در اتریش است که در ناحیه افردینگ واقع شده‌است. هارتکیرشن ۳۹ کیلومتر مربع مساحت دارد ۲۷۳ متر بالاتر از سطح دریا واقع شده‌است.

## خواهرخوانده
شهر هالشتنبک خواهرخواندهٔ هارتکیرشن هست.